# Markus Tomsche
Markus Tomsche (* 1972 in Tauberbischofsheim) ist ein deutscher Filmemacher.

## Leben
Markus Tomsche hat an der Kunsthochschule für Medien KHM Köln Film und Kunst studiert, u. a. bei Werner Dütsch, Valie Export und Siegfried Zielinski. Er hat 1998 eine erste bundesweite Retrospektive des ungarischen Regisseurs Béla Tarr organisiert. Tomsche hat von 1998 bis 2006 zusammen mit Christian Flamm das 7"-Label Parfüm (Vertrieb: Kompakt) initiiert und betrieben und zusammen mit dem Parfüm-Umfeld in den Jahren 1996 bis 1999 die Anti-PopKomm-Musikmesse "Gegen" veranstaltet. Von 2000 bis 2007 hat er zusammen mit Thomas Venker das Musiklabel Scheinselbständig (Vertrieb: Kompakt) betrieben, auf welchem er u. a. Luomo, Jens Friebe und Arne Zank (Tocotronic) veröffentlicht hat. Für Scheinselbständig hat Markus Tomsche ein Album für Merlin Bauers "Liebe Deine Stadt"-Vorgängerprojekt "Unter dem Pflaster der Strand - Momentane Orte" kuratiert. Von 1999 bis 2006 hat er für die Musikzeitschrift Intro geschrieben. Er hat selbst Musik gemacht und diese u. a. auf Ladomat 2000, Parfüm und Scheinselbständig veröffentlicht.
Tomsche arbeitet free lance als Bildgestalter. In dieser Funktion ist er für nahezu alle Öffentlich-Rechtlichen Sender Deutschlands (inkl. KiKa, Phoenix und Arte), sowie deren Schweizer (SRF), österreichische (ORF), japanische (NHK) und britische Pendants (BBC) tätig. Bild- und Lichtgestaltung macht Tomsche auch im Werbe- und Industriebereich, u. a. für General Motors, Berker, Deutsche Post, Tele 5, Bayer, Jaguar. Er hat viele Musikvideos gedreht (wie beispielsweise Peace - Heute Nacht (Parfüm), Fa - Me Like You (Ladomat 2000; zusammen mit Frerk Lintz), Boddy - 7th Element (Cardinal Sessions), The Bottomline - Borders (Neuklang)) und als Kameramann viele Spiel- und Dokumentarfilme fotografiert, u. a. mit den Regisseuren Joachim Polzer, Sebastian Urzendowsky, Susanna Duellmann, Oliver Schwabe, Gregor Buchkremer, André Erkau, Peter Scharf, Dorothea Nölle, Peter Bösenberg, Sabine Marcus und Jan Krüger. Für Milo Rau hat Markus Tomsche viele seiner Produktionen als Bild- und Lichtgestalter sowie als Videoregisseur begleitet.
Tomsche macht Kinderfernsehen als Autor, Bildgestalter, Regisseur und Produzent, vor allem für „Die Sendung mit dem Elefanten“ (WDR / KiKa). Für Kinder betreibt Tomsche außerdem den Mitmach-Videokanal "WorldKids.tv" auf YouTube, dessen Filme zurzeit auf Deutsch, Spanisch, Englisch und Türkisch erscheinen.

## Auszeichnungen
- 2016: Nominierung Grimme-Preis für das Special „Viel und wenig“ der „Sendung mit dem Elefanten“, für das Tomsche zwei Beiträge produziert, geschrieben und fotografiert hat
- 2017: Nominierung Grimme-Preis für das Special „Flüchtlinge“ der „Sendung mit dem Elefanten“, das er als Produzent, Autor, Regisseur und Bildgestalter maßgeblich mitgestaltet hat[1]
- 2017: Medienpreis der Kindernothilfe für das Special „Flüchtlinge“ der „Sendung mit dem Elefanten“[2]
- 2021: Grimme-Preis für das Special „Wir kriegen ein Baby“ der „Sendung mit dem Elefanten“ als Autor, Regisseur und Bildgestalter[3]
- 2021: Nominierung Goldener Spatz für das Special „Wir kriegen ein Baby“ der „Sendung mit dem Elefanten“[4]
- 2021: Robert-Geisendörfer-Preis für das Special „Wir kriegen ein Baby“ der „Sendung mit dem Elefanten“[5]
- 2021: ABU Prize der Asia-Pacific Broadcasting Union für das Special „Wir kriegen ein Baby“ der „Sendung mit dem Elefanten“[6]
- 2022: 2. Platz beim Prix Jeunesse 2022 für das Special „Wir kriegen ein Baby“ der „Sendung mit dem Elefanten“[7]